# San Pedro (Belize)
San Pedro je město v jižní části ostrova Ambergris Caye v distriktu Belize ve státě Belize ve Střední Americe. Podle odhadů z poloviny roku 2015 má město přibližně 16 444 obyvatel. Je to druhé největší město v distriktu Belize a největší ve volebním obvodu Belize Rural South. Kdysi ospalá rybářská vesnice získala v roce 1984 status města.
Obyvatelé San Pedra jsou známí jako San Pedranos a většina z nich pochází z Mexika. Většina mluví plynně španělsky i anglicky. Vlivem kreolštiny, která je podobná angličtině, mluví většina San Pedranos anglicky.[zdroj?] Říká se, že člověk není opravdový San Pedrano, pokud neumí chytat ryby.[zdroj?] Město bylo údajně inspirací pro píseň La Isla Bonita, která začíná větou "Včera v noci jsem snil o San Pedru“.[zdroj?] Píseň napsali Madonna, Patrick Leonard a Bruce Gaitsch.

## Dějiny
Uprchlíci z „Guerra de Castas“ uprchli hlavně na jih do svatyně v severním Belize, kde jim britské úřady poskytly ochranu a vyzvaly je, aby se tam usadili. Stalo se tak v naději, že uprchlíci založí zemědělskou osadu na Corozalu a poskytnou dřevařským táborům alternativní zdroj potravin, když zásobování přes mexický Bacalar již nebylo možné.
Tato migrace byla hlavním faktorem při osídlování severního Belize. Populace vzrostla z méně než 200 lidí v roce 1846 na 4 500 obyvatel do roku 1857 a na 8 000 v roce 1858, a to pouze v samotném okrese Corozal. Podle oficiálního sčítání lidu v roce 1861 byla populace severní části země téměř dvakrát vyšší než populace Belize City a okolních oblastí.
První stálí osadníci přišli do San Pedra mezi lety 1848 a 1849. Pravděpodobně to byli příbuzní rybářů, kteří dříve stavěli rybářské tábory na belizských ostrovech, známých pod názvem Cayes. Tito lidé přestěhovali své rodiny do bezpečí ostrova, když se Santa Cruz Maya vzbouřila. Zpočátku se přistěhovaly jen čtyři rodiny, ale k nim se brzy přidaly další z nedaleké oblasti Bacalar. Osada se brzy rozrostla na vesnici s asi 30 domy a více než 50 obyvateli. Osídlení Ambergris Caye, největšího belizského ostrova, bylo typické i pro ostatní ostrovy. Uprchlíci, kteří sem přišli žít, byli zemědělci a rybáři na Yucatánu, kteří pokračovali ve své práci v San Pedru.

## Galerie

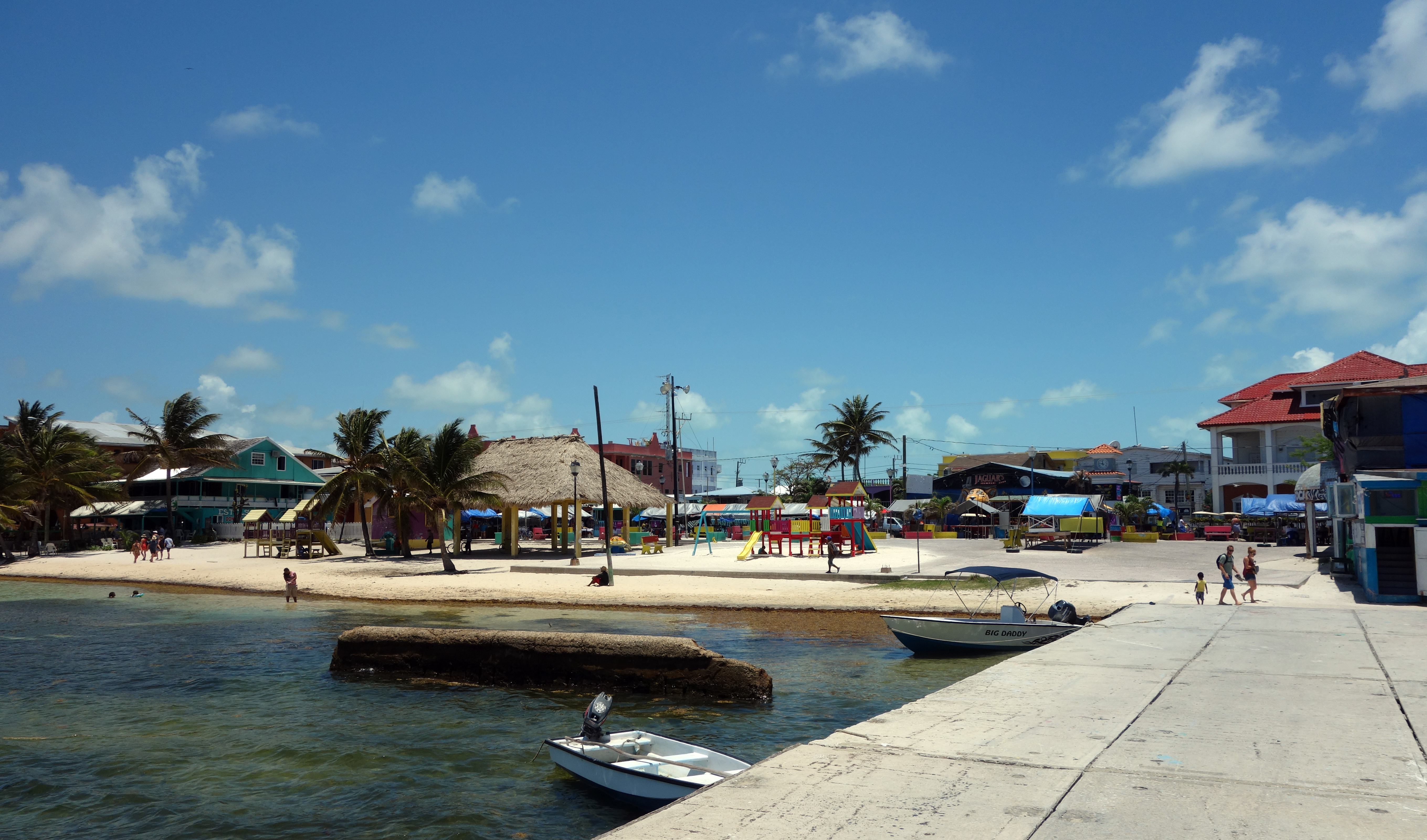
Centrum San Pedro
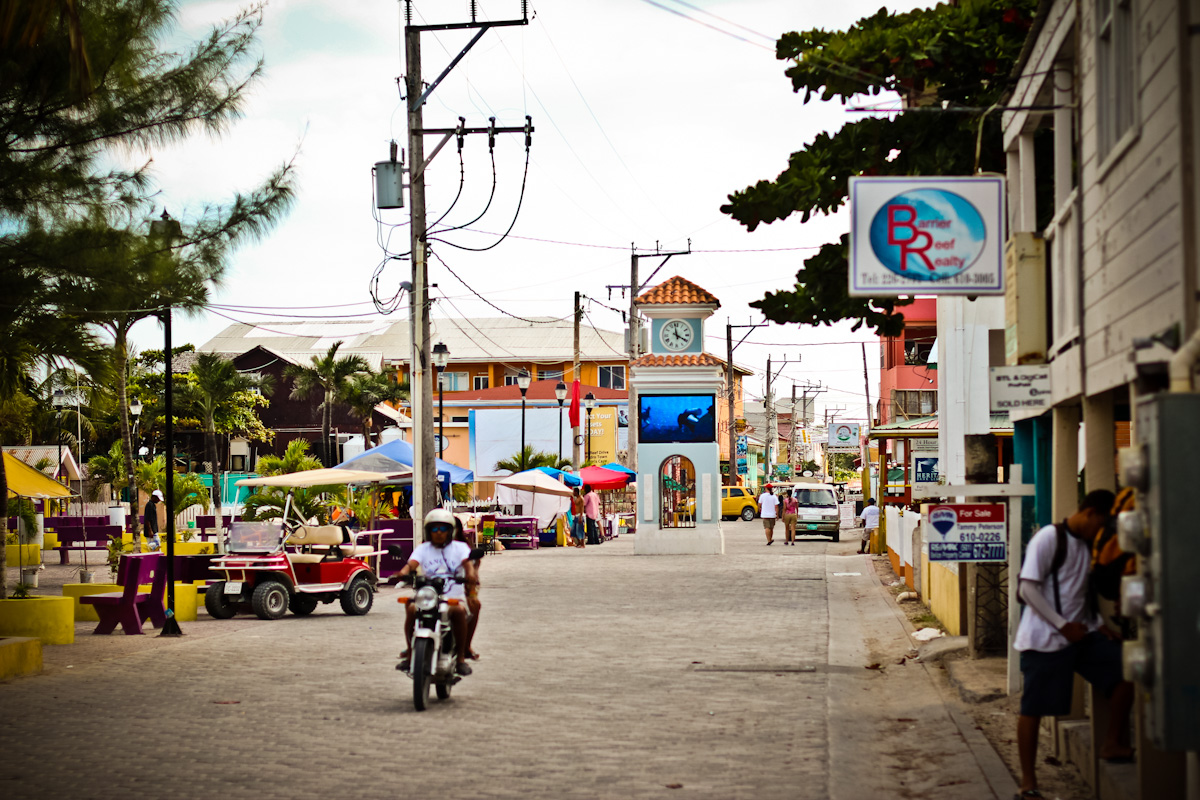
Hlavní ulice v San Pedru, pohled k jihu
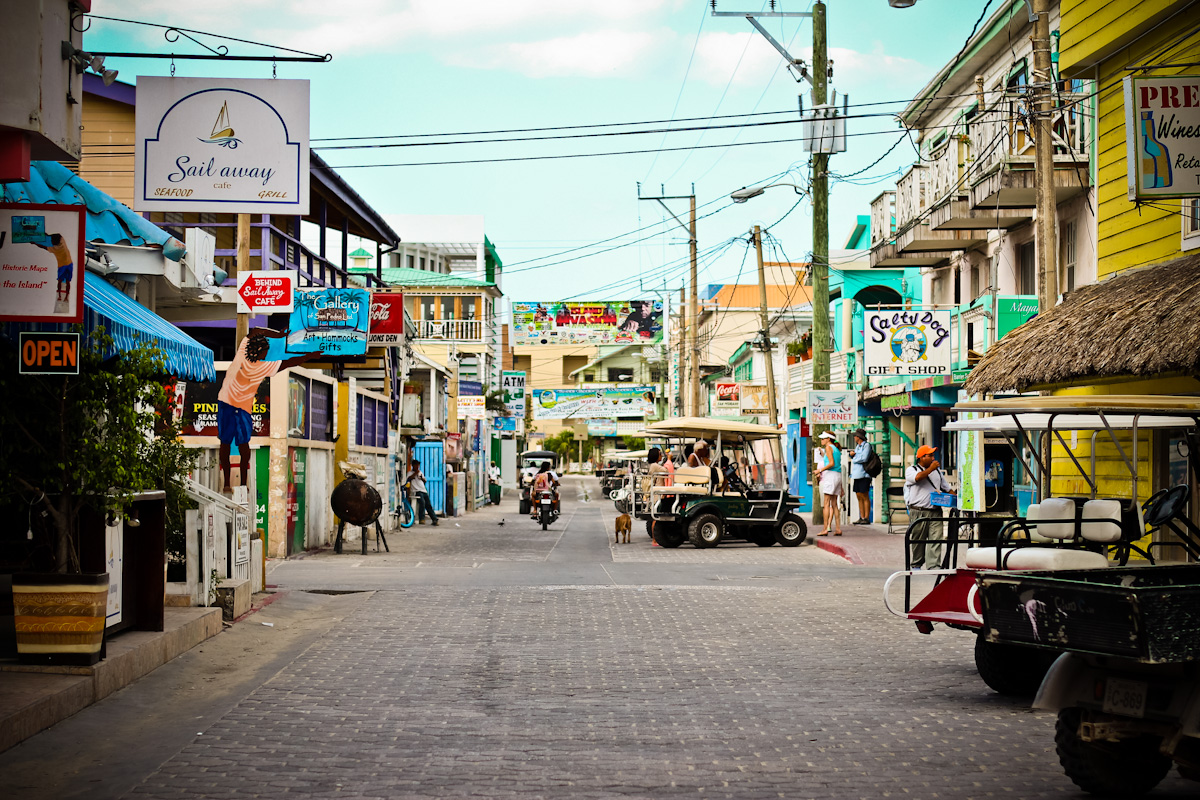
Hlavní ulice v San Pedro, pohled k severu
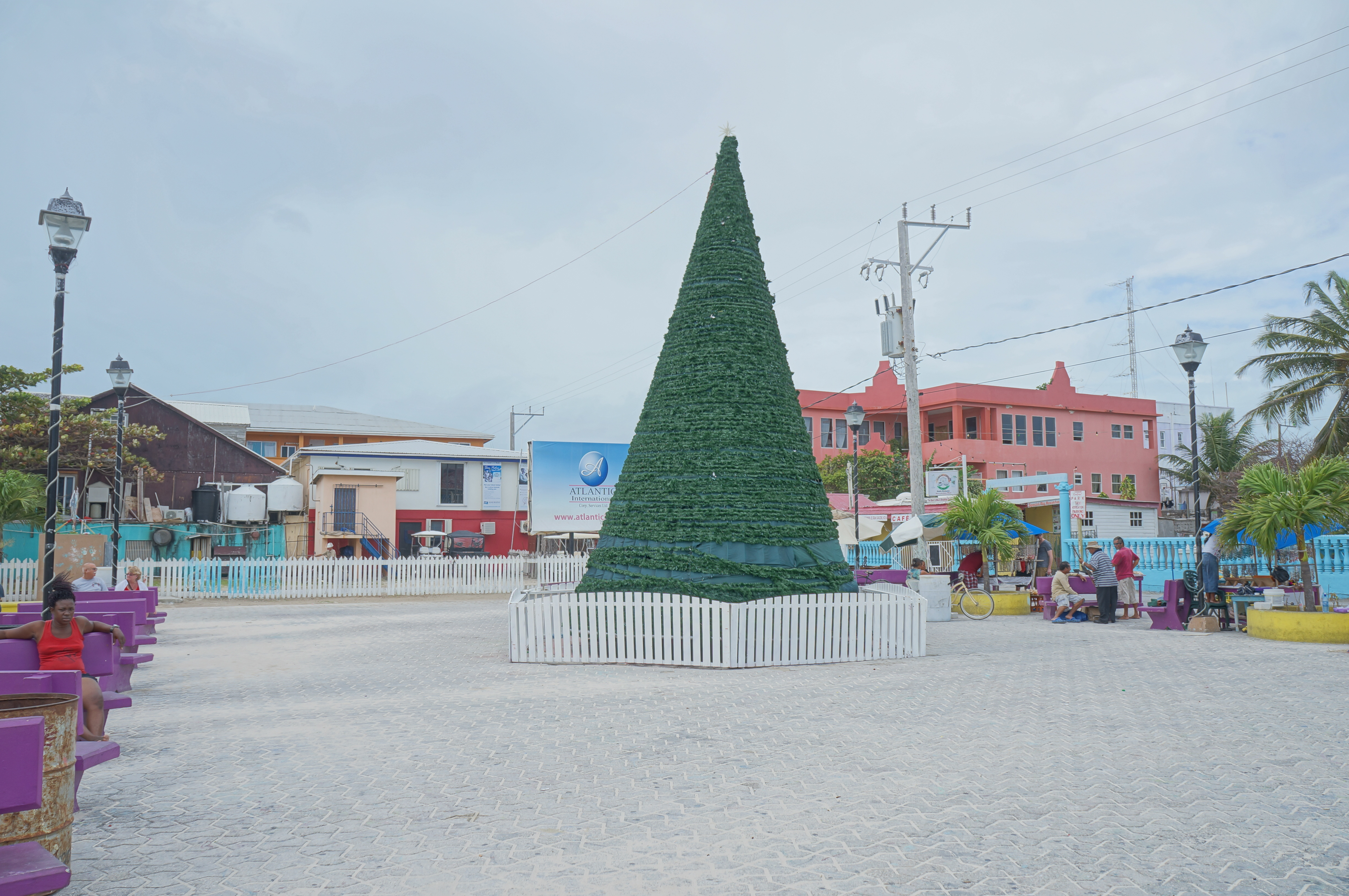
Central Park v San Pedru
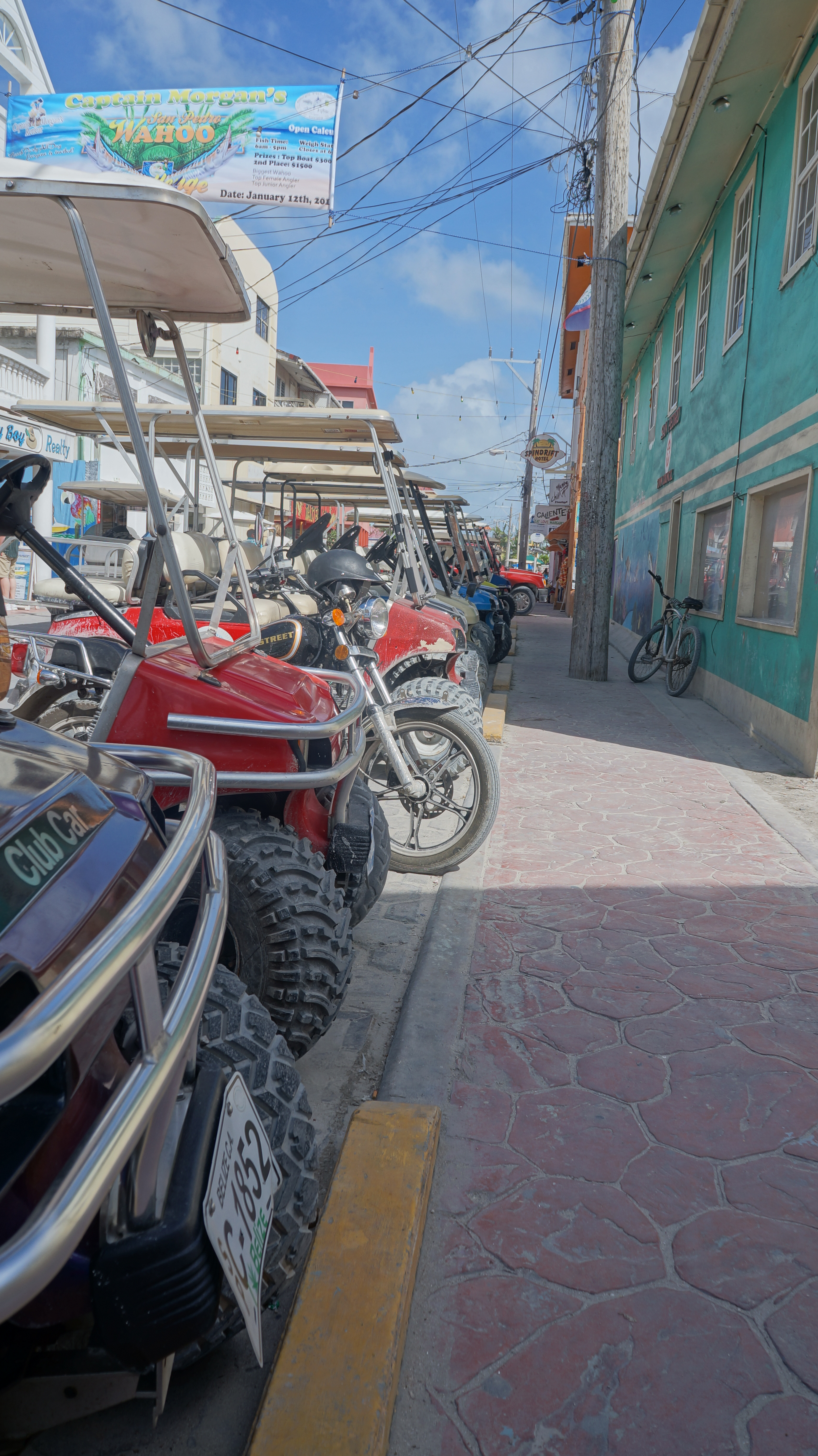
Parkoviště golfových vozíků na hlavní ulici
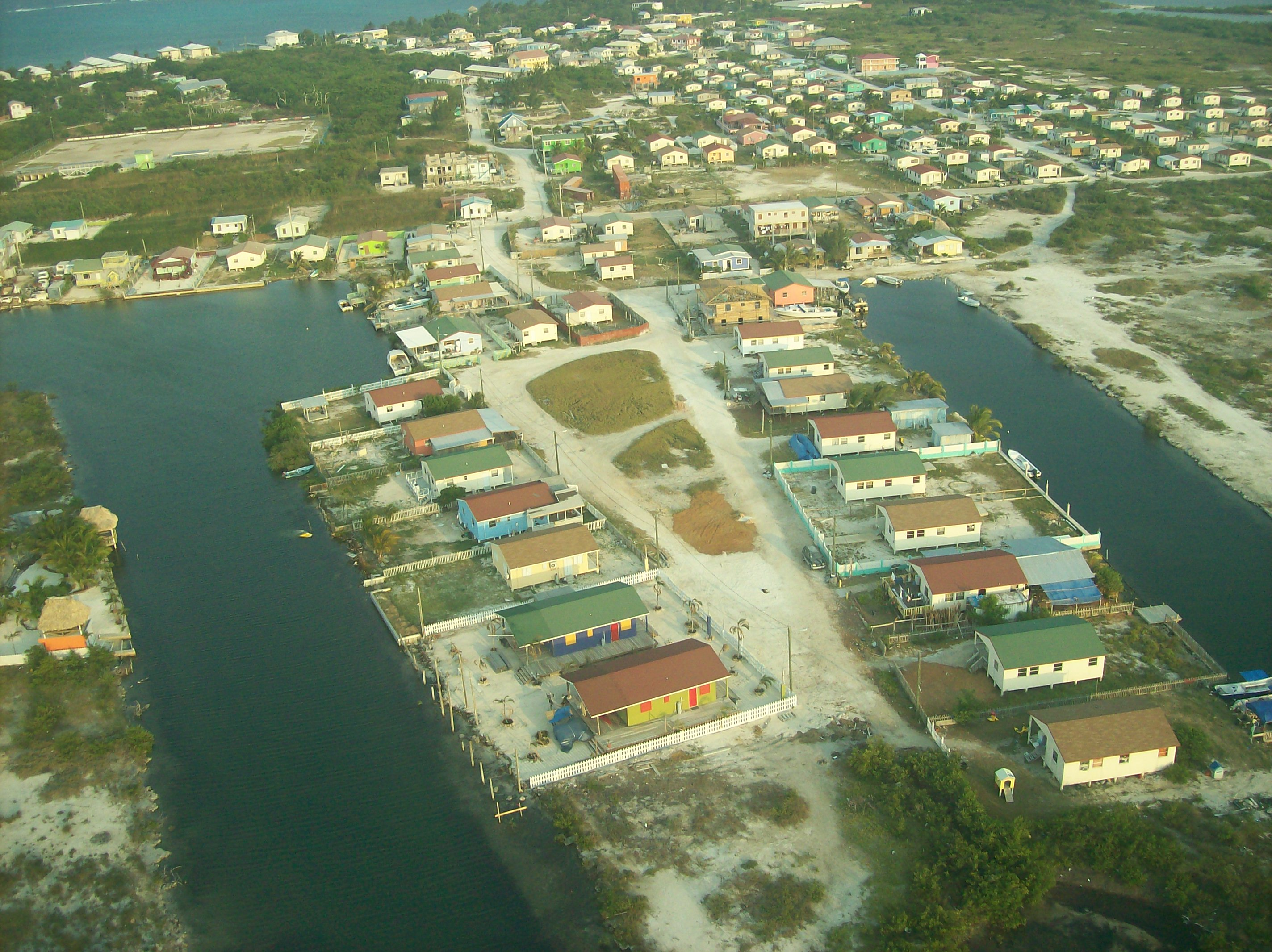
Domy v San Pedru

## Cestovní ruch
V průběhu staletí se San Pedro stalo jedním z nejoblíbenějších turistických cílů s chráněnými oblastmi, jako je mořská rezervace Hol Chan, Shark Ray Alley, Bacalarchico a mnoho dalších. Jedna z nejcennějších věcí v San Pedru je Belizský bariérový útes. Tento útes je „druhý největší“ na světě, přičemž první je Velký bariérový útes. Je domovem rozmanitého množství rostlin a živočichů.
Jedním z hlavních průmyslových odvětví ve městě je cestovní ruch, zejména potápění. Mezi návštěvníky je tolik potápěčů, že na ostrově byly zřízeny dvě hyperbarické dekompresní komory.

## Karnevaly
San Pedro je dnes známé svými karnevaly. Jeden z nejznámějších je El Gran Carnaval de San Pedro.
Tradice tohoto karnevalu sahá až do 70. let 19. století, kdy se konal „Juan Carnaval“. Legenda říká, že Juan byl bůh ostrova, který měl sex s více než tisícem žen z osmi různých zemí, a měl mnoho dětí.[zdroj?] Říká se, že ho ubodala jeho zraněná a žárlivá žena – nezanechal po sobě nic jiného než závěť, která se tradičně čte na Popeleční středu. Vycpaná figurína Juana Carnavala je každý rok spálena na znamení očištění od hříchů komunity.[zdroj?]